# RSSI

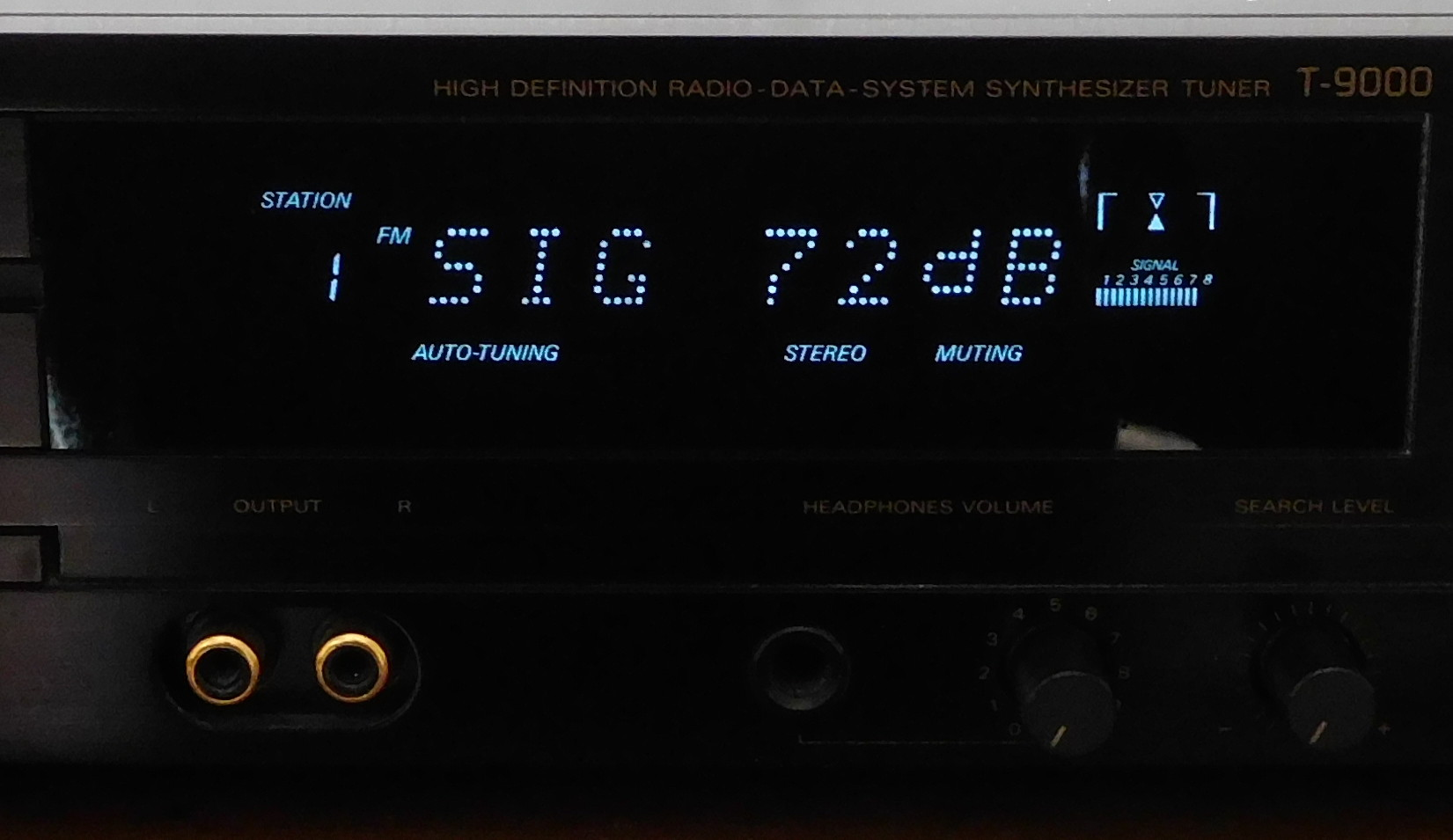
Fig.1 Exemple d'indicador RSSI en unitats dB

RSSI (acrònim de Received signal strength indicator, anglès d'Indicador de nivell de senyal rebut), en telecomunicacions, és una mesura de la potència de senyal de radiofreqüència present al receptor. Aquesta mesura s'acostuma a fer en decibels.

Fig.2 Esquema de blocs d'un receptor de ràdio

## Mesura
La mesura del RSSI es fa usualment en la freqüència intermèdia (IF), vegeu part groga de la Fig.2. Si es tracta d'un receptor sense IF llavors es mesura a la banda base.

## Interpretació del RSSI

### Segons la norma IEEE 802.11
En un sistema IEEE 802.11 o WiFi, l'RSSI és el senyal rebut en un medi sense fils. Llavors quan major és el número RSSI major serà el senyal rebut. Així doncs, representant el nivell en decibels, el valor RSSI sempre serà negatiu amb el valor màxim a 0. Valors típics de RSSI en WiFi són de -30 dBm per una molt bona recepció i de -90 dBm per una recepció mínima.

### Segons les xarxes de telefonia mòbil
Es consideren les tecnologies de xarxes GSM i LTE, i valors típics de RSSI són de -30 dBm per una molt bona recepció i de -120 dBm per una recepció mínima. El valor de RSSI permetrà d'escollir l'estació base que ens proporciona el millor senyal.